# Шильдинська селищна рада
Ши́льдинська селищна рада (рос. Шильдинский поселковый совет) — сільське поселення у складі Адамовського району Оренбурзької області Росії.
Адміністративний центр — селище Шильда.

## Населення
Населення — 1840 осіб (2019; 2190 в 2010, 2639 у 2002).

## Склад
До складу селищної ради входять:
| Населений пункт | Населення, осіб (2002) | Населення, осіб (2010) |
| --------------- | ---------------------- | ---------------------- |
| 435 км, селище  | 12                     | 6                      |
| Шильда, селище  | 2627                   | 2184                   |